# Carrozzeria Monterosa
La Carrozzeria Monterosa è stata una carrozzeria italiana attiva dal 1946 al 1961.

## Notizie storiche
La piccola azienda venne fondata l'11 gennaio del 1946, nell'immediato dopoguerra, con sede a Torino in via Sant'Agostino 12. I fondatori erano Tommaso e Giorgio Sargiotto, mentre l'amministratore delegato era Edgardo Barbero. Fin dall'inizio, la carrozzeria si specializzò in vetture Fiat, ed in particolare in giardinette, che costituirono la quasi totalità del suo operato totale. Le linee proposte in generale dalla carrozzeria erano fortemente influenzate dall'estro di Mario Revelli di Beaumont.
Risale al 1948 la realizzazione di una giardinetta su base Fiat 1100 BL: in quel periodo iniziale, era forte la richiesta di giardinette costruite a partire dal telaio della media torinese di quegli anni.
Nel 1950, la Carrozzeria Monterosa si trasferì a Moncalieri, e precisamente in via Cesare Battisti nº3. L'interesse della piccola azienda si mantenne sulle vetture Fiat, anche se non mancarono diverse realizzazioni sui telai delle Lancia dell'epoca, e quindi le Aurelia e le Appia. Invece, tornando alle Fiat, alle precedenti e già citate fuoriserie su base 1100 si aggiunsero quindi anche altre realizzazioni su base Fiat 1400, 1900, 1100/103 e 600. Inoltre, vi fu anche qualche furgone la cui carrozzeria era firmata da Monterosa.

Interessanti le varie coupé costruite su quest'ultima base meccanica, molte delle quali realizzate nel solo anno 1956 e vendute in alcuni esemplari a prezzi ben più alti di quello ufficiale della mitica utilitaria tondeggiante a due volumi.
Sul finire degli anni cinquanta, però, la situazione mutò radicalmente: la clientela era molto meno incline alle vetture personalizzate, che oltretutto avevano costi ben differenti, e si orientò quindi maggiormente verso la produzione di serie.
Nel 1961, quindi, la Carrozzeria Monterosa chiuse i battenti.